# العلاقات الجزائرية الباهاماسية
العلاقات الجزائرية الباهاماسية هي العلاقات الثنائية التي تجمع بين الجزائر وباهاماس.

## مقارنة بين البلدين
هذه مقارنة عامة ومرجعية للدولتين:
| وجه المقارنة                                              | الجزائر                      | باهاماس      |
| --------------------------------------------------------- | ---------------------------- | ------------ |
| المساحة (كم2)                                             | 2.38 مليون                   | 13.88 ألف    |
| عدد السكان (نسمة)                                         | 38.81 مليون                  | 395.36 ألف   |
| الكثافة السكانية (ن./كم²)                                 | 16.31                        | 28.48        |
| العاصمة                                                   | الجزائر                      | ناساو        |
| اللغة الرسمية                                             | اللغة العربية، لغات أمازيغية | لغة إنجليزية |
| العملة                                                    | دينار جزائري                 | دولار بهامي  |
| الناتج المحلي الإجمالي (بليون دولار)                      | 170.37 مليار                 | 12.16 مليار  |
| الناتج المحلي الإجمالي (تعادل القوة الشرائية) بليون دولار | 582.63 مليار                 | 8.92 مليار   |
| الناتج المحلي الإجمالي الاسمي للفرد دولار أمريكي          | 4.21 ألف                     | 22.82 ألف    |
| الناتج المحلي الإجمالي للفرد دولار أمريكي                 | 14.19 ألف                    |              |
| مؤشر التنمية البشرية                                      | 0.745                        | 0.790        |
| رمز المكالمات الدولي                                      | +213                         | +1242        |
| رمز الإنترنت                                              | .dz                          | .bs          |
| المنطقة الزمنية                                           | ت ع م+01:00                  | 00           |

## منظمات دولية مشتركة
يشترك البلدان في عضوية مجموعة من المنظمات الدولية، منها:
| علم المنظمة | اسم المنظمة                               | تاريخ انضمام الجزائر | تاريخ انضمام باهاماس |
| ----------- | ----------------------------------------- | -------------------- | -------------------- |
|             | الاتحاد البريدي العالمي                   | ?                    | ?                    |
|             | يونسكو                                    | 15 أكتوبر 1962       | 23 أبريل 1981        |
|             | البنك الدولي للإنشاء والتعمير             | 26 سبتمبر 1963       | 21 أغسطس 1973        |
|             | وكالة ضمان الاستثمار متعدد الأطراف        | 4 يونيو 1996         | 4 أكتوبر 1994        |
|             | الاتحاد الدولي للاتصالات                  | 3 مايو 1963          | 19 أغسطس 1974        |
|             | منظمة الشرطة الجنائية الدولية             | ?                    | ?                    |
|             | مؤسسة التمويل الدولية                     | 23 سبتمبر 1990       | 8 ديسمبر 1986        |
|             | الأمم المتحدة                             | 8 أكتوبر 1962        | 18 سبتمبر 1973       |
|             | مؤسسة التنمية الدولية                     | 26 سبتمبر 1963       | 23 يونيو 2008        |
|             | الفريق المعني برصد الأرض                  | 2005                 | ?                    |
|             | منظمة حظر الأسلحة الكيميائية              | ?                    | ?                    |
|             | المركز الدولي لتسوية المنازعات الاستشارية | 22 مارس 1996         | 18 نوفمبر 1995       |

## وصلات خارجية
- موقع وزارة الخارجية الجزائرية